# Finale della UEFA Europa League 2015-2016
La finale della 7ª edizione dell'Europa League si è disputata il 18 maggio 2016 al St. Jakob-Park di Basilea, in Svizzera, tra gli inglesi del Liverpool e gli spagnoli del Siviglia.
L'incontro, arbitrato dallo svedese Jonas Eriksson, ha visto la vittoria degli spagnoli, che si sono imposti per 3-1 sugli inglesi, conquistando il trofeo per la terza volta consecutiva (record), nonché quinta in totale. Il Siviglia ha inoltre ottenuto il diritto di giocare contro i vincitori della UEFA Champions League 2015-2016, i connazionali del Real Madrid, nella Supercoppa UEFA 2016 e di qualificarsi, inoltre, direttamente alla fase a gironi della UEFA Champions League 2016-2017.

## Le squadre
| Squadre   | Partecipazioni precedenti (il grassetto indica la vittoria) |
| --------- | ----------------------------------------------------------- |
| Liverpool | 3 (1973, 1976, 2001)                                        |
| Siviglia  | 4 (2006, 2007, 2014, 2015)                                  |

## Antefatti
La finale del 2016 è il primo incontro in competizioni UEFA tra Liverpool e Siviglia. Per gli inglesi si tratta della quarta presenza nell'atto conclusivo del torneo, dopo quelli vinti nel 1973, 1976 e 2001, mentre per l'allenatore Jürgen Klopp è la prima apparizione in assoluto. Per gli spagnoli si tratta della quinta finale complessiva (record), nonché terza consecutiva, dopo aver vinto tutte le precedenti nel 2006, 2007, 2014 e 2015, invece per il tecnico Unai Emery è la terza di fila alla guida degli andalusi.

## Sede
La partita si è giocata al St. Jakob-Park di Basilea, che ha ospitato la finale di UEFA Europa League per la prima volta ed è tornato inoltre come palcoscenico di un atto conclusivo europeo dopo trentadue anni dall'ultimo disputato. Prendendo in considerazione tutte le maggiori competizioni confederali, si tratta della settima finale continentale a svolgersi in Svizzera, dopo quella della Coppa dei Campioni (1961) e le cinque di Coppa delle Coppe (1969, 1975, 1979, 1984 e 1989).

## Il cammino verso la finale

### Liverpool
Il Liverpool di Jürgen Klopp (subentrato a stagione in corso al posto dell'esonerato Brendan Rodgers) è inserito nel gruppo B insieme ai russi del Rubin, ai francesi del Bordeaux e agli svizzeri del Sion. Nell'incontro d'esordio, gli inglesi pareggiano in trasferta per 1-1 contro il Bordeaux, prima di ottenere il medesimo risultato in casa contro il Sion; nella doppia sfida contro il Rubin arrivano un altro pari interno per 1-1 ed una vittoria esterna per 1-0. Il girone si chiude con un successo casalingo per 2-1 ai danni dei francesi ed un pari in trasferta per 0-0 contro gli svizzeri, che determinano il primo posto in classifica con 10 punti conquistati, derivanti appunto da due trionfi e quattro pareggi.
Nei sedicesimi di finale, il Liverpool viene sorteggiato con i tedeschi dell'Augusta, eliminandoli con un punteggio complessivo di 1-0 tra andata, pareggiata per 0-0 in trasferta, e ritorno, vinto per 1-0 in casa (decide il rigore di James Milner). Agli ottavi di finale, gli inglesi incontrano i connazionali del Manchester Utd, battendoli con un aggregato totale di 3-1 nel doppio confronto, determinato dal successo interno per 2-0 e dal pareggio esterno per 1-1. Ai quarti di finale, i britannici pescano i tedeschi del Borussia Dortmund, superandoli con un computo globale di 5-4 nella doppia sfida, ottenuto in seguito al pareggio per 1-1 al Westfalenstadion ed alla rocambolesca vittoria in rimonta per 4-3 all'Anfield. Nelle semifinali, i Reds affrontano gli spagnoli del Villarreal, avendo la meglio con un risultato complessivo di 3-1 nel doppio incrocio, perdendo per 1-0 a Vila-real nella gara d'andata e vincendo per 3-0 in quella di ritorno a Liverpool. Per il club inglese si tratta della quarta finale nella competizione, a quindici anni di distanza dall'ultima disputata.

### Siviglia
Il Siviglia di Unai Emery, due volte campione uscente, viene inserito nel gruppo D di Champions League con gli italiani della Juventus, gli inglesi del Manchester City e i tedeschi del Borussia M'gladbach. Nella partita di debutto, gli spagnoli vincono per 3-0 in casa contro il Borussia M'gladbach, prima di essere sconfitti in trasferta per 2-0 dalla Juventus; nella doppia sfida contro il Manchester City arrivano due ulteriori battute d'arresto, quella esterna per 2-1 e quella interna per 3-1. Il girone si completa con un'altra sconfitta in trasferta per 4-2 ad opera dei tedeschi ed un successo casalingo per 1-0 ai danni degli italiani, che sanciscono il terzo posto in classifica con 6 punti conquistati ed il conseguente ripescaggio in Europa League, frutto appunto di due vittorie e quattro sconfitte.
Nei sedicesimi di finale, il Siviglia è abbinato contro i norvegesi del Molde, battuti con un risultato complessivo di 3-1 tra andata, vinta per 3-0 in casa, e ritorno, perso per 1-0 in trasferta. Agli ottavi di finale, gli spagnoli incontrano gli svizzeri del Basilea, eliminandoli con un aggregato totale di 3-0 nel doppio confronto, determinato dal pareggio esterno per 0-0 e dal successo interno per 3-0. Ai quarti di finale, gli andalusi incrociano i conterranei dell'Athletic Bilbao, superandoli ai tiri di rigore per 5-4 dopo che i due incroci si erano conclusi sul computo globale di 3-3, generato dalla vittoria per 2-1 allo stadio di San Mamés e dalla sconfitta col medesimo punteggio allo stadio Ramón Sánchez-Pizjuán. Nella semifinali, i Rojiblancos affrontano gli ucraini dello Šachtar, prevalendo con un risultato complessivo di 5-3 nella doppia sfida, pareggiando per 2-2 a Leopoli nella gara d'andata e trionfando per 3-1 in quella di ritorno a Siviglia. Per il club iberico si tratta della terza finale consecutiva nella manifestazione, nonché della quinta in totale (record).

### Tabella riassuntiva del percorso
Note: In ogni risultato sottostante, il punteggio della finalista è menzionato per primo. (C: Casa; T: Trasferta)
| Squadra   | Pt | G |
| --------- | -- | - |
| Liverpool | 10 | 6 |
| Sion      | 9  | 6 |
| Rubin     | 6  | 6 |
| Bordeaux  | 4  | 6 |

| Squadra             | Pt | G |
| ------------------- | -- | - |
| Manchester City     | 12 | 6 |
| Juventus            | 11 | 6 |
| Siviglia            | 6  | 6 |
| Borussia M'gladbach | 5  | 6 |

## Contesto
Al St. Jakob-Park di Basilea va in scena la finale tra il Liverpool e i due volte campioni in carica del Siviglia. L'allenatore degli inglesi, Klopp, schiera la squadra con il 4-2-3-1: davanti al portiere Mignolet, i terzini sono Clyne e Moreno, mentre al centro agisce la coppia di difensori centrali formata da Lovren e Touré. In mediana, Can è affiancato dal capitano Milner, mentre in fase offensiva, Firmino, Coutinho e Lallana sono i trequartisti alle spalle dell'unica punta Sturridge. Il tecnico degli spagnoli, Emery, adotta anch'egli il modulo avversario: dinanzi al portiere Soria, la retroguardia è composta da Escudero e Mariano come terzini e da Rami e Carriço come difensori centrali. A centrocampo, Krychowiak e Nzonzi sono i due mediani d'interdizione, mentre Banega, il capitano Coke e Vitolo sono i trequartisti dietro all'unico centravanti Gameiro.

## La partita

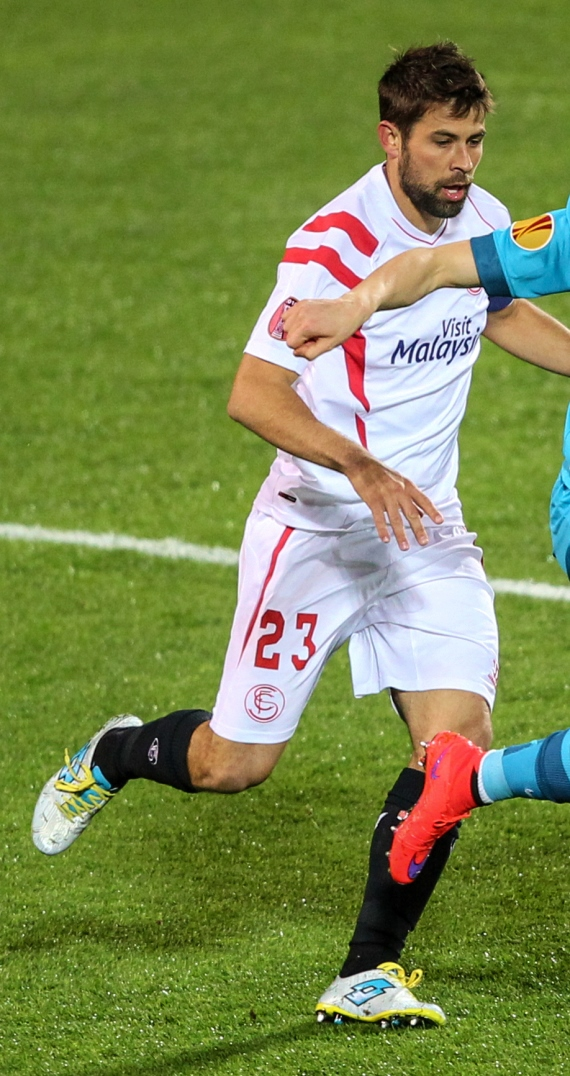
Coke, autore di una doppietta e premiato come MVP della finale.

Dopo dieci minuti di gioco, il Liverpool crea la prima occasione con Sturridge, il cui colpo di testa, su cross di Clyne, viene salvato sulla linea di porta dal difensore Carriço. In seguito, l'attaccante inglese si presenta nuovamente davanti al portiere Soria, ma la sua conclusione ravvicinata, scaturita da un ottimo suggerimento di Lallana, è respinta in uscita dall'estremo difensore spagnolo. Alla mezz'ora, il Siviglia risponde con Gameiro che, sugli sviluppi di un calcio d'angolo, sfiora un'incredibile rete in rovesciata. I britannici non si scompongono e passano in vantaggio al 35' con Sturridge, che al terzo tentativo centra il gol con un pregevole tiro d'esterno sinistro dal limite dell'area, firmando così l'1-0. Dopo essersi vista annullare la rete del raddoppio di Lovren per posizione di fuorigioco di Sturridge, la formazione allenata da Klopp chiude il primo tempo avanti di misura, sfornando una miglior prestazione rispetto a quella avversaria.
Nella ripresa, il Siviglia rientra in campo con un altro piglio e ristabilisce la parità al 46' con Gameiro, il quale finalizza una travolgente azione offensiva di Mariano. Lo stesso attaccante francese spreca però il possibile sorpasso, calciando alto da pochi metri dopo aver raccolto una sponda di Nzonzi. Gli spagnoli fanno valere tuttavia la loro supremazia territoriale e completano la rimonta grazie alla rete di Coke al 60', che con un gran destro a giro in corsa supera il portiere Mignolet. Scorrono solamente sei minuti e gli andalusi trovano il definitivo 3-1, ancora una volta con Coke, che, complice un rimpallo in area tra Clyne e Coutinho, fredda l'estremo difensore belga con un potente destro, siglando la doppietta personale. Il Liverpool crolla sia sotto l'aspetto mentale che fisico, non riuscendo a provocare alcun pericolo alla squadra di Emery, con quest'ultima che, in seguito al triplice fischio dell'arbitro Eriksson, si conferma campione per la terza volta consecutiva, legittimando la conquista della sua quinta Europa League (record) in altrettante finali disputate. Con questa affermazione, il tecnico spagnolo raggiunge inoltre Trapattoni in testa alla classifica degli allenatori più vincenti nella storia della Coppa UEFA/Europa League, mentre lo sconfitto Liverpool diventa il quarto club, dopo l'Amburgo, la Fiorentina e l'Arsenal, ad aver perso almeno una finale in ciascuna delle competizioni confederali stagionali.

## Tabellino
| Arbitro: | Jonas Eriksson |

|               |           |                           |
| Sturridge 35’ | Marcatori | 46’ Gameiro 64’, 70’ Coke |

| Liverpool | Siviglia |

| GK           | 22 | Simon Mignolet    |       |     |
| RB           | 2  | Nathaniel Clyne   | 90+4’ |     |
| CB           | 6  | Dejan Lovren      | 30’   |     |
| CB           | 4  | Kolo Touré        |       | 82’ |
| LB           | 18 | Alberto Moreno    |       |     |
| CM           | 7  | James Milner      |       |     |
| CM           | 23 | Emre Can          |       |     |
| RW           | 20 | Adam Lallana      |       | 73’ |
| AM           | 11 | Roberto Firmino   |       | 69’ |
| LW           | 10 | Philippe Coutinho |       |     |
| CF           | 15 | Daniel Sturridge  |       |     |
| Sostituti:   |    |                   |       |     |
| GK           | 52 | Danny Ward        |       |     |
| DF           | 37 | Martin Škrtel     |       |     |
| MF           | 14 | Jordan Henderson  |       |     |
| MF           | 21 | Lucas             |       |     |
| MF           | 24 | Joe Allen         |       | 73’ |
| FW           | 9  | Christian Benteke |       | 82’ |
| FW           | 27 | Divock Origi      | 72’   | 69’ |
| Allenatore:  |    |                   |       |     |
| Jürgen Klopp |    |                   |       |     |

| GK          | 31 | David Soria            |     |       |
| RB          | 25 | Mariano                | 84’ |       |
| CB          | 3  | Adil Rami              | 77’ | 78’   |
| CB          | 6  | Daniel Carriço         |     |       |
| LB          | 18 | Sergio Escudero        |     |       |
| CM          | 4  | Grzegorz Krychowiak    |     |       |
| CM          | 15 | Steven Nzonzi          |     |       |
| RW          | 23 | Coke                   |     |       |
| AM          | 19 | Éver Banega            | 57’ | 90+3’ |
| LW          | 20 | Vitolo                 | 56’ |       |
| CF          | 9  | Kévin Gameiro          |     | 89’   |
| Sostituti:  |    |                        |     |       |
| GK          | 1  | Sergio Rico            |     |       |
| DF          | 5  | Timothée Kolodziejczak |     | 78’   |
| DF          | 21 | Nicolás Pareja         |     |       |
| MF          | 8  | Vicente Iborra         |     | 89’   |
| MF          | 14 | Sebastián Cristóforo   |     | 90+3’ |
| MF          | 22 | Yevhen Konoplyanka     |     |       |
| FW          | 24 | Fernando Llorente      |     |       |
| Allenatore: |    |                        |     |       |
| Unai Emery  |    |                        |     |       |